# Pripravite krsto!
Pripravite krsto! (italijansko Preparati la bara!), z alternativnim naslovom Viva Django, je italijanski špageti vestern iz leta 1968 režiserja Ferdinanda Baldija. V filmu igra Terence Hill v naslovni vlogi, ki jo je pred tem v izvirnem filmu Sergia Corbuccija igral Franco Nero. Pripravite krsto! je edinstven med množico filmov, ki so izkoriščali Corbuccijevega, saj ni le napol uradno, legitimno nadaljevanje, ampak je bil prvotno namenjen tudi Neronu v glavni vlogi.
Odlomek iz glasbene glasbe filma "Last Man Standing" je v pesmi "Crazy" ameriškega soul dua Gnarlsa Barkleyja sempl. Naslovno pesem filma "You'd Better Smile" izvaja Nicola Di Bari.
Prikazan je bil kot del retrospektive špageti vesterna na 64. Beneškem mednarodnem filmskem festivalu.

## Zgodba
Django je ranjen, njegova žena pa je ubita, ko na transport zlata, ki ga varuje, napadejo možje njegovega »prijatelja« Davida Barryja, ki želi, da bi zlato financiralo politično kariero.
Django se pretvarja, da je mrtev in začne delati kot obešalnik, ki prihrani življenja obsojenim žrtvam zarot Davida Barryja. Organizira jih v skupino, da 'preganja' krivokletnike, ki so jih poslali na vislice. To je del načrta za razkritje Barryja in njegovo privedbo pred sodišče. "Obešeni" naj bi prestregli napad na transport zlata in ujeli Barryjeve moške, da bi dobili dokaze, vendar Garcia - ki je prej rešil Djangovo življenje med pretepom znotraj skupine - prepriča preostale moške, da bi morali namesto tega vzeti zlato zase. Garcia nato ubije ostale.
Django reši Garciino ženo pred obešanjem, ona pa nato reši Djanga, potem ko ga je Barry ujel. Garcia obžaluje svojo izdajo, ki jo razlaga z dejstvom, da je reven, in pomaga Djangu zvabiti Barryja na pokopališče, kjer Django izkoplje svojo krsto in nato z mitraljezom, ki ga hranijo v krsti, ubije Barryja in njegovo tolpo. Garcia umre v boju. Django zapusti vrečo zlata Garciini ženi "zate in otroke", preden odide.

## Vloge
- Terence Hill kot Django
- Horst Frank kot David Barry
- George Eastman kot Lucas
- José Torrès kot Garcia Ibanez
- Bruna Simionato kot Mercedes Ibanez
- Pinuccio Ardia kot Horace (Orazio)
- Guido Lollobrigida kot Jonathan Abbott
- Spartaco Conversi kot Django Gang Member
- Luciano Rossi kot Yankee Jack
- Gianni Brezza kot Alvarez
- Giovanni Ivan Scratuglia kot Pat O'Connor
- Andrea Scotti kot Lucas Henchman
- Roberto Simmi kot Wallace
- Franco Balducci kot Sheriff Jack
- Adriana Giuffrè kot Mrs. Yankee Jack
- Lucio De Santis kot Django Gang Member
- Angela Minervini kot Lucy Cassidy
- Giovanni Di Benedetto kot Walcott
- Angelo Boscariol kot Lucas Henchman
- Omero Capanna kot Django Gang Member
- Remo De Angelis kot Barry Henchman
- Franco Gulà kot Deputy
- Paolo Magalotti kot Lucas Henchman
- Eugene Walter kot Tiskovni predstavnik